# تسویوشی نیشیوکا
تسویوشی نیشیوکا (انگلیسی: Tsuyoshi Nishioka؛ زادهٔ ۲۷ ژوئیهٔ ۱۹۸۴) بازیکن بیس‌بال اهل ژاپن است.
وی در مسابقات کشوری و بین‌المللی در مجموع برندهٔ ۱ مدال طلا شده‌است.